# Mehmed IV Giray
Mehmed IV Giray (1604-1672) fou kan de Crimea (1641-1644 i 1654-1666) germà i successor de Bahadır I Giray.
Va designar com a khalgay a Fetih Giray i com a nureddin a Ghazi Girai. En aquest temps Shahin Giray, l'antic khalgay de Mehmed III Giray, que estava exiliat a Rodes, fou executat per orde del sultà. Aquest va enviar un subsidi de 12.000 ducats al kan de Crimea a canvi d'aportar un fort contingent militar per aconseguir finalment recuperar Azov. Una expedició otomana dirigida pel governador d'Egipte i aquesta vegada els cosacs van oferir poca resistència i van evacuar la ciutat després d'inundar-la i cremar-la i d'emportar-se tot el que hi havia de valor. Al governador egipci l'acompanyava Evliya Çelebi. Els otomans van reconstruir la ciutat i hi van deixar vint regiments de geníssers, sis de canoners, deu d'artilleria i set mil tàtars, en total 26.000 homes.
El germà gran de Mehmed, Islam Giray, que havia estat khalgay en el regnat anterior i ara vivia a Sultaniya, a la costa europea dels Dardanels, va reclamar al sultà els seus drets superiors al kanat. Al mateix temps els calmucs van fer incursions a Crimea (començaven a aparèixer a l'est d'Europa) el 1644 però foren derrotats per Alaik, el cap dels kabardins. El kan va enviar a Selanash Mirza amb un contingent a ajudar els kabardins, però va morir en la lluita. En aquest temps la direcció dels circassians estava disputada entre dos germans anomenats Hakashmak Beg i Antonak Beg, lluita que durava des del temps de Bahadır I Giray. Mehmed IV donava suport a Antonak i finalment Hakashmak es va haver de refugiar amb el governador d'Azov, Siyawush Pasha, des d'on fou enviat a Constantinoble on va aconseguir el diploma de nomenament del sultà que el designava com a príncep dels circassians. Islam Giray sembla que havia estat nomenat governador de Kaffa i es va queixar que Mehmed IV havia assolat el territori dels circassians (segurament en suport d'Antonak) i el sultà el va deposar i va nomenar al seu germà Islam III Giray com a nou kan (1644). Mehmed fou enviat a l'exili a Rodes.
A la mort d'Islam III, fou cridat del seu exili i restablert (1654). Va confirmar com a khalgay a Ghazi Giray i com a nureddin a 
Adil Giray. Aquesta solució no fou ben acollida i els Mansur i els Shirin es van enfrontar fins que la mort d'Adil Giray d'una caiguda de cavall i el nomenament al seu lloc de Murad Giray va permetre arranjar la pau.
Polònia, l'aliada del kan, tenia problemes en aquest temps: estava en guerra contra Prússia, Suècia i Rússia; aquesta darrera, aliada als cosacs, va ocupar Smolensk i va atacar Lituània cremant Vílnius, i capturant Vitebsk devastant altres 200 ciutats; el tsar va agafar el títol d'autòcrata i tsar de la Gran i Petita Rússia i de la Rússia Blanca. El rei de Polònia va enviar diners al kan de Crimea per impulsar-lo a envair Ucraïna; els tàtars ho van fer i el vicehetman cosac Tomilenka, va morir a la lluita. L'exèrcit polonès manat pel general Potocki, amb un important contingent tàtar va atacar Ulman o Human, una fortalesa important dels cosacs. Bohdan Khmelnitski va anar al seu rescat amb 30.000 cosacs i 80.000 russos i es va lliurar batalla a la plana de Drischipol, en la qual els cosacs foren derrotats; per intentar redreçar la situació van intentar subornar a Ahmed Mirza, un nebot del kan que havia viscut entre ells, però sembla que no ho van aconseguir (va retornar carregat de botí); els cosacs van fer llavos una ràtzia a Polònia arrobant fins a Lublin que van ocupar, per després retornar, trobant als tàtars acampats al riu 
Oserna; després d'una lluita indecisa, el kan va convidar al hetman a una conferència on els retrets van ser la norma i no es va arribar a cap acord. El 6 d'agost de 1657 Bohdan Khmelnitski va morir enverinat per un emissari otomà que s'oposava a la pau que havia signat a Andrusovo.
Els següents anys els tàtars van estar més ocupats cap a l'oest especialment contra Jordi II Rákóczy príncep de Transylvania, que aliat a Moldàvia i Valàquia i al hetman dels cosacs, feia la guerra a l'Imperi Otomà i devastava Polònia. El kan va marxar amb 200.000 homes contra Rákóczy i els seus aliats (60.000 homes) i junt amb els polonesos el va derrotar en la batalla de Czarny Ostrów (estiu del 1657), matant un terç dels soldats de l'exèrcit i un altre terç fou fet presoner; el botí fou enorme, i el rescat dels nobles presoners va aportar també una gran quantitat. Els voivodes de Moldàvia i Valàquia foren deposats. Els tàtars foren enviats per la Porta a Akkerman contra el voivoda de Moldàvia; a Valàquia els otomans de Fazli Pasha van atacar Ruschuk però el voivoda deposat va tenir temps de cremat Tergovitch i fugir a Transylvania; el khalgay tàtar es va queixar de l'actuació del general otomà i va tenir amb ell una forta disputa. El 1658 la guerra va continuar i Alba Iulia (Weissenburg), la capital de Rákóczy, fou presa i saquejada i 200.000 tàtars van devastar el país fent 50.000 víctimes (dos terços morts i la resta esclavitzats). Després es va ajustar la pau.
Bohdan Khmelnitski havia estat succeït com hetman pel seu fill Yuri o Jordi Khmelnitski però poc després va haver de deixar el lloc a Vigovski que va considerar oportú fer la pau amb els polonesos i aliar-se altre cop a aquest estat; per l'acord, l'exèrcit cosac era elevat a 60.000 homes. Els cosacs tenien els seus propis bisbes i sacerdots, elegien els seus hetmans, tenien escoles pròpies, impremtes, i decidien en temps de guerra si hi participaven (i amb qui) o romanien neutrals; tota Ucraïna estava sotmesa al hetman que tenia dret a encunyar moneda. Els regiments de Slobodia sota el coronel Pushkar, no van acceptar el pacte i van romandre lleials a Rússia. Els enviats del hetman al kan de Crimea foren interceptats i morts per Pushkar; altres enviats el 1658 van ser escortats pels tàtars. Enfrontats els cosacs de Vigovski i els de Pushkar, aquest darrer va aconseguir una victòria parcial però les forces unides de polonesos i tàtars van combatre a Pushkar que fou mort en la lluita i Poltava, residència del cap cosac, capturada i saquejada. Les ciutats de Liutenka, Sorotschinza, Baranovka, Oburshov, Bogatschka, Ustiviza, Yaresk, Weprik, i altres foren preses pels tàtars i assolades.
El tsar va enviar un exèrcit en ajut dels seus protegits cosacs que va saquejar les ciutats de la facció fidel a Polònia. El 1659 els russos manats pel príncep Trubezkoi van assetjar Konotop, i Vigovski va anar al rescat amb cosacs i tàtars; els russos eren 40.000 i els seus aliats cosacs uns 10.000 i acampaven a la confluència dels rius Desna i Sem quan foren atacats i la major part morts en la lluita o ofegats als rius. Els vencedors van creuar el Dnièper i van començar a saquejar. El kan de Crimea, aliat de Vigovski, va aconseguir una segona gran victòria sobre els russos i va enviar 15.000 tàtars i 5.000 cosacs, tots manats per Firash, contra la fortalesa de Maichli; es van trobar a un contingent rus i hi van lluitar durant tres dies fins que els russos els van derrotar i els 5.000 cosacs i part dels tàtars foren aniquilats; en revenja el kan va fer matar als presoners russos. Maichli havia caigut en mans dels tàtars però fou assetjada per 15.000 russos que havien deixat un nombre similar als passos del Volga per impedir l'arribada de reforços cosacs i tàtars. L'exèrcit rus del Volga fou atacat pel kan i aniquilat i els presoners foren executats. Llavors els tàtars van marxar contra Maichli (juny de 1660) i després de quatre dies de lluita els russos foren derrotats; després els tàtars van atacar la fortalesa de Rumnia, que es va rendir, però el comandant i guarnició foren executats i les fortaleses de la rodalia van ser ocupades una a una. Després van penetrar en territori rus i durant quinze dies el van saquejar. Es diu que els russos van perdre en aquesta guerra uns 120.000 homes i van tenir 15.000 presoners. Aquestes victòries i els èxits otomans a Bòsnia van causar gran alegria a Crimea i a la cort otomana i es van fer set dies de festa. Encara el 1660 un grup de tàtars i polonesos van derrotar a una força russa manada per Sberemetov que es va haver de rendir i els va fer presoners.
El 1661 els tàtars van lluitar altre cop a Transylvania per compte dels otomans donant suport al príncep Mihály o Miquel Apafy contra János Kemény. A petició del sultà el kan va enviar 20.000 homes a Azov i el khalgay va romandre amb 40.000 a Crimea. A Transylvania el comandant de l'expedició era Köprülü Fazıl Ahmed Pasha; els otomans i tàtars van devastar la vall d'Hatzeg i van cremar les ciutats saxones de Szasvaros i Szassebes. Kemeny fou expulsat de la zona del Szamos cap al peu de la muntanya Emberfo i a Negerfalva, i els tàtars el van perseguir fins a Szathmar, i van fer milers de presoners que van reunir a Domahida.
Miquel Apafy havia estat presoner força temps amb els tàtars i era molt hàbil políticament. Ahmed Chaushbashi enviat d'Apafy, va pagar al kan tàtar 10.000 ducats per portar la guerra cap a Hongria; Mehmed va enviar el seu fill Ahmad Giray amb 100.000 homes i després un altre fill se li va unir amb 20.000 homes més quasi tots cosacs zaporoges. Els tàtars van lluitar ferotgement; el 1663 es van presentar dues vegades a Moràvia i Silèsia i l'agost d'aquell any un contingent de sis mil va devastar les regions de Tirnau, Friestadt i St. Georgen, segrestant les dones i matant a les criatures; els presoners foren portats de la Marca i Weissenberg a Moràvia cap a Landshut; el setembre van tornar i van saquejar Nikolsburg, Ravensburg i Brunn, i una zona de 5 km a l'entorn d'Olmutz. Les possessions dels prínceps de Dietrichstein i Liechtenstein foren devastades i 32 pobles del darrer foren assolats i deixats sense població. Dotze mil presoner van caure en mans dels tàtars i foren venuts al mercat d'esclaus de Neuhausel.
Després van avançar contra Presburgh, van cremar St. Georgen i Geiersdorf, van creuar el Waag, i van caure pel pas de Rosincko, sobre la regió de Hradish. 14.000 tàtars, geníssers i hússars van caure sobre la regió entre Brunau i Kloback, i van fer dos mil presoners. A Ucraïna aquest any 1661 els tàtars, polonesos i cosacs van devastar Starodub, Mhlin, i altres ciutats. La facció dels cosacs anava manada per Khmelnitski el fill del hetman del mateix nom, que el 1662 fou derrotar per la facció rival manada per Samko.
El 1665 el sultà va ordenar al kan marxar a Hongria; el kan no hi va anar en persona i va enviar el seu fill; en canvi va fer una ràtzia contra els nogais de Bessaràbia, protegits de la Porta; això va provocar la seva destitució (o almenys fou l'excusa donada) després de dotze anys y quatre mesos de segon regnat. El va succeir Adil Giray. Mehmed es va retirar a Komuk, on va morir el 1672 als 66 anys. Va construir uns notables banys a Bagchi-Sarai i alguns palaus a Tula.